# Borg Berum
De Borg Berum (Duits: Burg Berum) is een borg in het dorp Berum in de Duitse regio Oost-Friesland.
In 1591 werd de borg door Edzard II van Oost-Friesland uitgebreid tot een waterburcht in renaissancestijl met de bouw van de toren. Na zijn dood breidde zijn weduwe, Catherine, de dochter van de Zweedse koning Gustav Vasa het kasteel uit met onder andere een kapel. Vanaf dat moment werd het kasteel een zetel van de familie.
In 1600 werd er op het kasteel een akkoord gesloten inzake de erfopvolging binnen het Graafschap Rietberg betreffende het Harlingerland, dat daardoor met het Graafschap Oost-Friesland werd verenigd.
Op 17 april 1628 vond er een tragisch incident plaats in de borg: De slechts 26-jarige graaf Rudolf Christiaan van Oost-Friesland stierf door een steek in het linkeroog, tijdens een gevecht.
Sedert 1970 is het kasteel ten dele bewoond door een uit de Lausitz afkomstig adellijk geslacht, en ten dele in gebruik als gastenhuis, een soort exclusief hotel.